# Huszlew
Huszlew è un comune rurale polacco del distretto di Łosice, nel voivodato della Masovia.
Ricopre una superficie di 117,61 km² e nel 2004 contava 3 017 abitanti.